# 布拉格和約 (1866年)

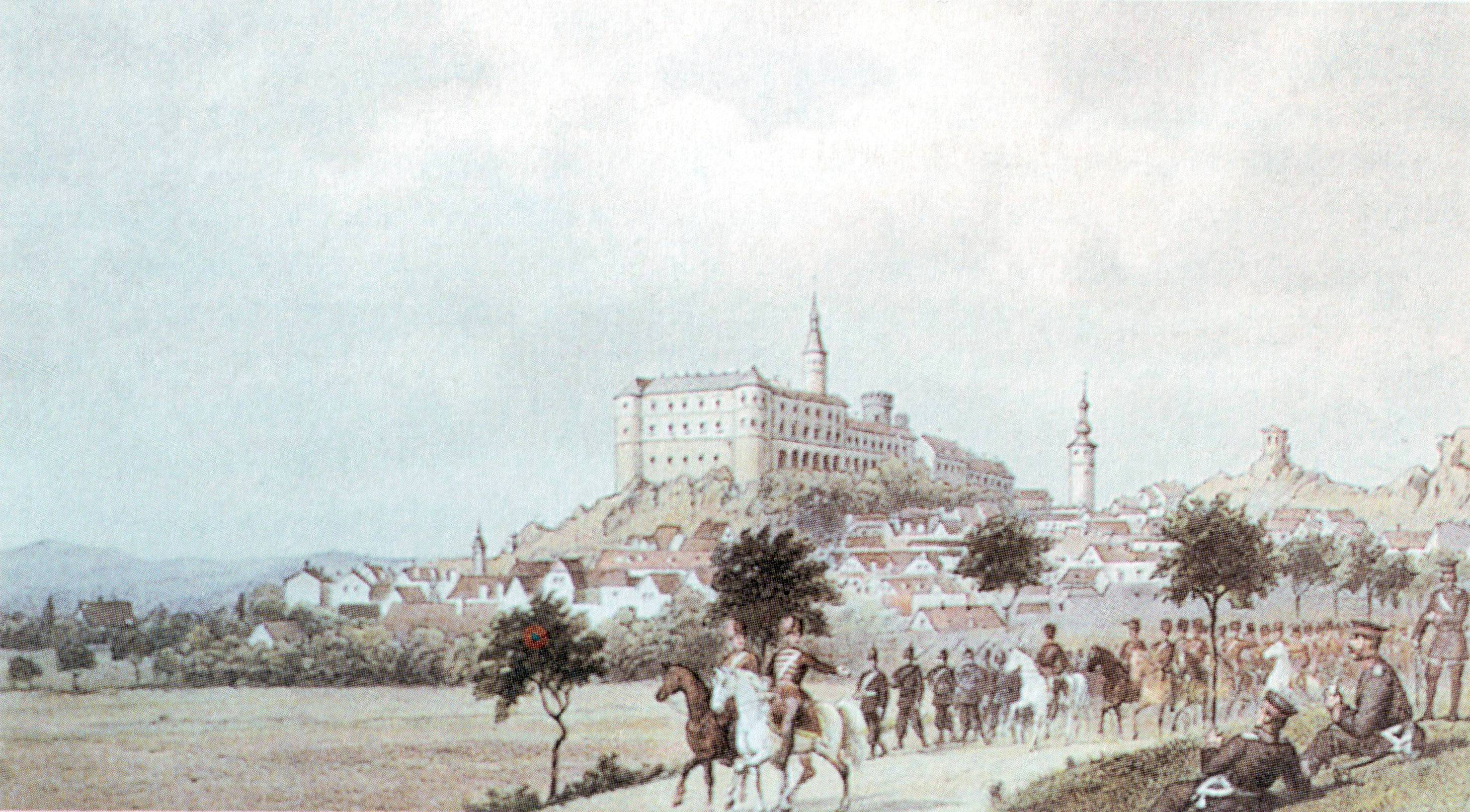
1866年普鲁士军队经过尼科爾斯堡（今捷克米庫洛夫），俾斯麦在这里城堡的阳台上以跳下窗户相逼，要求威廉一世不再进军维也纳

布拉格和約（德語：Prager Frieden）是1866年8月23日普魯士在奧普戰爭後和奧地利所簽訂的和約。

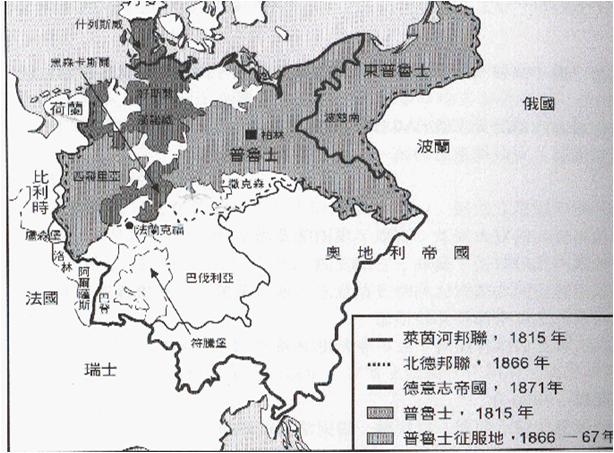
普魯士的勢力範圍（1866年）

## 背景
普魯士為完成德意志統一運動，促成了1866年的普奧戰爭（亦稱七星期戰爭）。在戰爭開始前，俾斯麥與意大利國王伊曼紐二世結盟，若意大利支持普魯士攻打奧地利，它可從奧地利手中獲得威尼西亞。另一方面由於法國軍隊駐守羅馬，阻礙了意大利統一，因此俾斯麥贏得意大利的中立。此外，俄國因在克里米亞戰爭未能得到奧地利的協助而關係變差，加上戰爭中普魯士一直保持中立，故在戰後普魯士與俄國的關係變好，贏得俄國在普奧戰爭的中立。接下來，俾斯麥只需要取得法國的中立，他含糊地答應法國給予萊茵河以西的土地及威尼西亞，以誘使法國保持中立。俾斯麥取得意大利、俄國及法國的中立後，便誘使奧地利開戰。普魯士以什列斯威及荷尔斯泰因為藉口，引起奧地利主動出擊，引發普奧戰爭。

## 原因
普奧戰爭由開始時已經由普魯士取得勝利，普軍因工業化成功而展示其優越。然而，俾斯麥為了避免法國與俄國干預戰爭，俾斯麥因而勸諭威廉一世與奧地利議和，不急於求成。奧國則接受法國皇帝拿破崙三世的調停，跟普魯士在8月23日簽訂布拉格條約。

## 條約內容
1. 奧地利不得干預德意志之內政，並解散德意志邦聯。
2. 普魯士兼併什勒斯維希-霍爾斯坦、漢諾威、黑森-卡塞爾、拿騷公國及法蘭克福。
3. 奧地利允許以普魯士為首於1867年成立北德意志聯邦，奧地利不得參與或干預。
4. 南德意志各邦國（巴伐利亞、符騰堡、巴登、黑森-達姆斯塔）仍未加入德意志邦聯，組成了一些親法、模糊不清的聯盟。
5. 奧地利割讓威尼西亞予意大利。但由於奧地利在對意大利的戰場上大獲全勝，故奧地利拒絕直接割讓威尼西亞予意大利，而是將威尼西亞轉讓予戰爭調停者的法國拿破崙三世，再由法國將威尼西亞予意大利王國。

## 影響及結果

### 普魯士
俾斯麥與奧國訂立寬鬆的布拉格條約，成功贏得奧地利的信任，在後來的普法戰爭中取得中立。
此外，戰爭後普魯士領導建立了北德意志邦聯，向德國的統一邁進一大步。南德四個邦國仍然處於法國的影響力之下，未有加入德意志聯邦。故此普魯士只需要解決法國的威脅，便能完成德意志統一事業。在後來的普法戰爭時，普魯士激起德意志民族主義，令南部的德意志邦國與她一起抗戰。

### 奧地利

附属于奥地利帝国的伦巴第-威尼托王国

奧地利將伦巴第-威尼托割讓給義大利，失去對原德意志邦聯內成員國家的影響力。奧地利的戰敗，對哈布斯堡王朝的統治造成危機，最終於1867年與匈牙利協議改為二元君主國奧匈帝國。

### 其他歐洲國家

#### 意大利
意大利取回倫巴底-威尼托，只剩下由法軍駐兵的羅馬便完成意大利統一運動，因此意大利在後來的普法戰爭中保持中立，以抗拒法國的阻礙。

#### 法國
俾斯麥並沒有將萊茵河以西的土地及威尼西亞給予法國，遭受到外交挫敗。同時，由於奧地利戰敗而令奧國與法國在戰前所訂立的協議無法兌現，協議承諾奧地利給予法國威尼西亞，這令法帝國統治進一步不穩定。拿破崙三世在普奧戰爭中無法取得任何利益，故埋下了普法戰爭的伏線。